# Adrian Peterson
Adrian Lewis Peterson (født 21. marts 1985 i Palestine, Texas, USA) er en amerikansk footballspiller, der spiller i NFL som running back for Seattle Seahawks. Peterson blev draftet til ligaen af Vikings i 2007, og etablerede sig allerede i sin debutsæson som en af de absolut bedste running backs i ligaen.
Peterson blev på trods af en skuffende Vikings-sæson valgt til den bedste offensive rookie (førsteårsspiller) efter 2007-sæsonen. Samme sæson blev han udtaget til Pro Bowl, hvor han blev valgt som MVP, kampens mest værdifulde spiller.

## Klubber
- 2007-2016: Minnesota Vikings
- 2017: New Orleans Saints
- 2017: Arizona Cardinals
- 2018-2019: Washington Redskins
- 2020: Detroit Lions
- 2021-: Tennessee Titans